# Alvinocaris williamsi
Alvinocaris williamsi is een garnalensoort uit de familie van de Alvinocarididae. De wetenschappelijke naam van de soort is voor het eerst geldig gepubliceerd in 2003 door Shank & Martin.